# Laguinge-Restoue
Laguinge-Restoue é uma comuna francesa na região administrativa da Nova Aquitânia, no departamento dos Pirenéus Atlânticos. Estende-se por uma área de 6,03 km². Em 2010 a comuna tinha 165 habitantes (densidade: 27,4 hab./km²).